# Carretera a Las Nubes
La Carretera a Las Nubes es una vía urbana de sentido norte–sur ubicada en el este de la ciudad de Managua, Nicaragua. Es conocida por conectar zonas residenciales de clase media y alta, y forma parte del corredor vial que une la Pista Suburbana con la Pista Jean Paul Genie y continúa como la 15.ª Avenida Sureste.

## Trazado
La carretera inicia en el norte desde la Pista Miguel Obando y Bravo, una de las principales arterias viales de Managua. A pocos metros cruza la Pista Suburbana España, también conocida como Avenida España. Luego atraviesa la intersección con la Calle Extremadura y continúa rumbo sur, delimitando barrios como Urbanización Madroños II y Villa Fontana. Posteriormente cruza Villa Fontana Este, Residencial Altamira y Altamira 3, para finalmente desembocar en el Bulevar de Los Mártires. Desde ese punto, la vía continúa bajo el nombre de Avenida Gabriel Cardenal.

## Barrios que atraviesa
La carretera recorre y delimita los siguientes barrios del Distrito V de Managua:
- Urbanización Madroños II
- Villa Fontana
- Villa Fontana Este
- Residencial Altamira
- Residencial Altamira 3
- Residencial Los Robles

## Puntos de interés
- Edificio INVERCASA
- Hotel Bosque Las Nubes
- Plaza Altamira
- Accesos a universidades y oficinas corporativas